# Landkreistag Baden-Württemberg

Logo des Landkreistages

Der Landkreistag Baden-Württemberg e. V. ist als Zusammenschluss der 35 baden-württembergischen Landkreise einer der drei kommunalen Landesverbände in Baden-Württemberg.

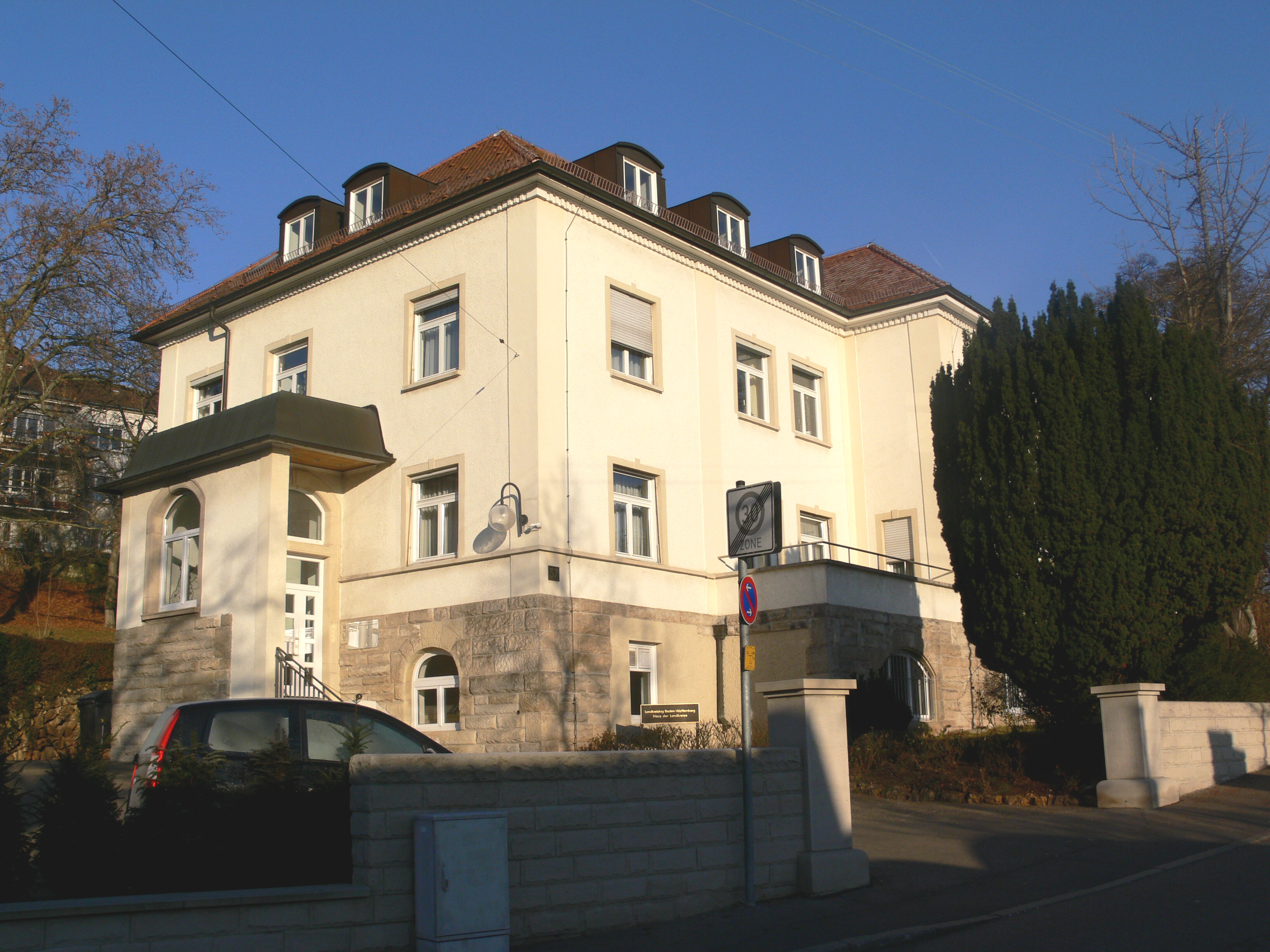
Sitz des Landkreistages in der Panoramastraße 37 in Stuttgart

## Geschichte
Der Landkreistag Baden-Württemberg wurde am 3. Juli 1956 in Ludwigsburg gegründet und ging aus dem Verband württembergisch-badischer Landkreise, der Arbeitsgemeinschaft der badischen Landkreise und der Abteilung Kreisverbände im Gemeindetag Württemberg-Hohenzollern hervor.
Er war der zweite einheitlich für das ganze Landesgebiet tätige kommunale Landesverband. Damals war es ein schwieriger Weg, bis sich die 63 Landkreise in dem neuen Bundesland in einem kommunalen Landesverband zusammenfanden.

## Aufgaben
Die Organisation hat die Aufgabe,
- den Selbstverwaltungsgedanken zu pflegen und für die Wahrung der verfassungsmäßigen Rechte seiner Mitglieder einzutreten,
- für die Wahrung der verfassungsmäßigen Rechte seiner Mitglieder einzutreten, die gemeinsamen Interessen der Mitglieder gegenüber Land und Bund aber auch im Verhältnis zu Städten und Gemeinden zu vertreten,
- die zuständigen Stellen (Landtag, Ministerien) bei der Vorbereitung und Durchführung von Gesetzen, Verordnungen und Erlassen zu beraten, soweit sie die Belange der Mitglieder berühren (Artikel 71 Abs. 4 der Landesverfassung),
- den Erfahrungsaustausch unter den Landkreisen zu pflegen (Arbeitsgruppen, Workshops usw.),
- Fragen der Organisation und der Wirtschaftlichkeit der Verwaltung zu behandeln,
- das Verständnis der Öffentlichkeit für die Aufgaben und Einrichtungen der Landkreise zu fördern,
- die Mitglieder in Einzelfragen zu beraten.

## Organisation
Der Landkreistag Baden-Württemberg ist Mitglied des Deutschen Landkreistags, des kommunalen Spitzenverbands der deutschen Landkreise.

### Organe
Die Organe des Landkreistags sind diejenigen Instanzen, die Entscheidungskompetenz bzw. Vertretungskompetetenz haben, also die Landkreisversammlung, die Landrätekonferenz, das Präsidium und der Präsident.

#### Landkreisversammlung
Die Landkreisversammlung setzt sich aus je zwei stimmberechtigten Vertretern der Landkreise zusammen, dem Landrat und einem vom Kreistag bestellten Kreisrat (Delegierter). Die Landkreisversammlung hat unter anderem
- die Grundsätze der Verbandsarbeit festzulegen,
- den Bericht über die Tätigkeit des Landkreistags Baden-Württemberg entgegenzunehmen und die Jahresrechnung festzustellen,
- den Präsidenten, seine beiden Stellvertreter und die Mitglieder des Präsidiums zu wählen und
- über Satzungsänderungen zu beschließen.

#### Landrätekonferenz
Die Landrätekonferenz wird von den Landrätinnen und Landräten in Baden-Württemberg gebildet und tagt mindestens zweimal im Jahr. Sie dient dem Erfahrungsaustausch auf Landesebene und der Erörterung aktueller Fragen der staatlichen und kommunalen Verwaltung. Das Präsidium oder der Präsident können der Landrätekonferenz Fragen von grundsätzlicher verbandspolitischer Bedeutung zur abschließenden Beschlussfassung vorlegen.

#### Präsidium
Das Präsidium besteht aus dem Präsidenten, seinen drei Stellvertretern (Vizepräsidenten), dreizehn weiteren Mitgliedern und dem Hauptgeschäftsführer. Es ist für alle Aufgaben des Landkreistags zuständig, die nicht der Landkreisversammlung oder dem Präsidenten vorbehalten sind oder dem Hauptgeschäftsführer obliegen.

#### Präsident
Der Präsident ist Vorsitzender der Landkreisversammlung und des Präsidiums. Er vertritt die Organisation gegenüber dem Landtag und der Landesregierung in Angelegenheiten von grundsätzlicher verbandspolitischer Bedeutung. Amtierender Präsident ist Landrat Joachim Walter (Tübingen).

### Fachausschüsse
Die Fachausschüsse des Landkreistags sind:
- Rechts- und Verfassungsausschuss,
- Sozialausschuss,
- Finanzausschuss,
- Ausschuss für Umweltschutz, Wirtschaft und Verkehr,
- Gesundheitsausschuss und der
- Kulturausschuss.

Diese Fachausschüsse entscheiden im Rahmen ihres Fachbereichs. Sie bereiten Stellungnahmen des Landkreistags zu Fragen von grundsätzlicher verbandspolitischer Bedeutung vor.

### Landrätekonferenz
Die Landrätekonferenz wird von den Landrätinnen und Landräten in Baden-Württemberg gebildet.

### Sprengel
Dem Sprengel obliegt der Erfahrungsaustausch auf der Ebene der vier Regierungsbezirke. Der Sprengel wird von den Landrätinnen und Landräten eines jeden Regierungsbezirks gebildet.

### Arbeitsgemeinschaften
Die Arbeitsgemeinschaften der Landratsämter sind zur Unterstützung und Förderung der Verwaltungspraxis zu bestimmten Fachthemen gebildet worden.

### Geschäftsstelle
Die Geschäftsstelle wird vom Hauptgeschäftsführer geleitet, der von der Landrätekonferenz auf acht Jahre gewählt ist. Amtierender Hauptgeschäftsführer ist Alexis von Komorowski.